# Amblyopone zwaluwenburgi
Amblyopone zwaluwenburgi é uma espécie de formiga do gênero Amblyopone.